# 7499 L'Aquila
7499 L'Aquila eller 1996 OO2 är en asteroid i huvudbältet som upptäcktes den 24 juli 1996 av de båda italienska astronomerna Andrea Boattini och Andrea Di Paola vid Campo Imperatore-observatoriet. Den är uppkallad efter den italienska staden L'Aquila.
Asteroiden har en diameter på ungefär 12 kilometer.